# トヨタトータルクリーンシステム
トヨタトータルクリーンシステムは、昭和50年度以降の日本の自動車排出ガス規制に対応した、トヨタ自動車の公害対策技術。「トヨタトータルクリーンシステム」という名称は商標登録されている。略称は「TTC」。

## 概要
TTCの「トータル」は「トヨタグループの総力を結集する」の意から採られた。

### 前史
トヨタの排ガス対策への取組は、アメリカ合衆国カリフォルニア州で、州独自の自動車に対する環境規制が開始された1960年代初頭より始まった。1964年（昭和39年）に排ガス対策専門の研究部門を創設し、1968年（昭和43年）に東富士自動車性能試験場に排気ガス実験棟を建設、同年米連邦で初めて実施された米連邦排出ガス規制に日本車メーカーで初めて認証を取得した。1971年（昭和46年）に排ガス対策を専門とする東富士研究所を新設し、開発体制を強化していった。

### 複眼の思想

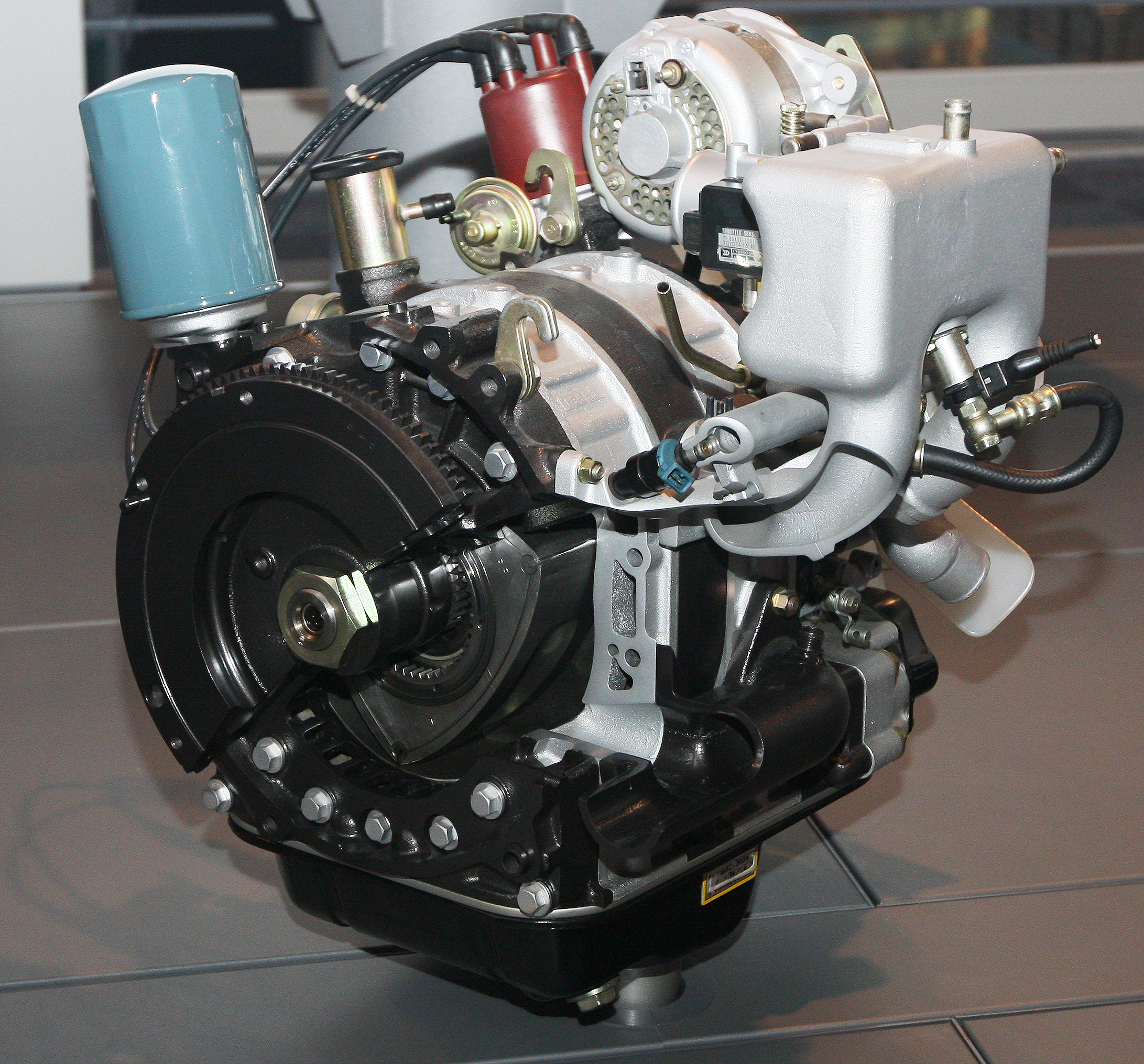
元々は排ガス規制を見据えたものであった1970年代のトヨタ製研究用ロータリーエンジン

トヨタは、ホンダがはじめにクリアしたマスキー法をクリアするために、あらゆる可能性を模索した。1964年（昭和39年）にガスタービンエンジン、1967年（昭和42年）にロータリーエンジンと電気自動車の研究を開始したが、これらは将来の排ガス規制の強化を見据えてレシプロエンジンの代替案として開発されたものであった。しかし結果としては技術的な課題が多く、商品化までに至らなかった。排ガス規制の強化とは別に、1973年（昭和48年）に発生した第一次オイルショックも、燃費の問題によるロータリーエンジンの開発中止という影響を与えた。
その後、酸化触媒とエアポンプ式二次空気導入装置、EGRを組み合わせ、後にTTC-Cとして商品化される事になる最初の触媒方式が開発され、1972年（昭和47年）に本田技研工業よりCVCCのライセンス契約を取得、後にTTC-Vとして商品化される事となる。同時に希薄燃焼の研究も進め、1976年（昭和51年）にTTC-Lとして実用化に成功した。

こうした同時平行的に開発された複数の方式を、販売ラインナップの各車両の性質に合わせて選定する事で、トヨタは昭和50年排出ガス規制をクリアした。トヨタは、これらの開発体制を「複眼の思想」と称して販促活動を行った。

### 自社生産体制の確立
様々な方式の研究開発の結果、トヨタはマスキー法適合の決定打としてはレシプロエンジンを主体に触媒方式を主力とする方針を1971年（昭和46年）末に決定した。しかし、当時国内外の触媒メーカーの多くは自動車メーカーに触媒を供給するに当たって、触媒成分の解析を禁じる契約を結んでおり、供給される触媒に開発結果がフィードバックされるまでに時間を要した。貴金属の安定供給や触媒その物の信頼性にも課題があり、これを嫌忌して富士重工業のように触媒の採用を当面見送るメーカーも現れた。
こうした状況に業を煮やしたトヨタは、触媒の研究開発から生産までをトヨタグループのみで手がける事を決意する。1971年（昭和46年）2月以降は豊田中央研究所の協力の下、FMEA手法も導入して触媒の独自開発を開始。1972年（昭和47年）に排ガス対策機器量産のための研究を専門とする特殊部品製造企画室を設立、同年にプラチナやパラジウムを安定購入するための契約を産出諸国と直接締結する事にも成功した。1973年（昭和48年）に排ガス対策機器の生産専門の下山工場を愛知県西加茂郡三好町に開設、同年8月に自動車生産ライン上で排ガス対策機器の合否判定を行える号口排出ガス情報処理システム（ECAS）の研究を開始し、1974年11月に同システムによる排ガス規制適合車の量産体制が確立した。触媒の研究開発及び生産は後にアイシン傘下のキャタラーに引き継がれた。
販売店サイドにおいては、TTCシステム搭載車のアフターサービスに特化した技術者であるTTCテクニカルリーダー制度を創設し、顧客対応にも万全を期した。

### 政界への対応
トヨタは当時のトヨタ自動車社長である豊田英二を陣頭に、自動車排ガス規制を所管する環境庁及び中央公害対策審議会への対応にも腐心した。
1971年（昭和46年）8月、中央公害対策審議会は1975年（昭和50年）から1976年（昭和51年）の二段階でマスキー法を導入する事を決定、1973年（昭和48年）5月より国産メーカー9社に対して聴聞会を実施した。この席上、トヨタは「技術面・生産面での課題はクリアしつつあるが、実用化のための試験時間が不十分で、品質保証上の問題も未解決である事を考慮して、排ガスの規制強化は段階的に実施してほしい」旨答申し、環境庁はこれらの答申を踏まえて昭和50年及び51年規制の概要を制定した。
昭和50年排出ガス規制成立を目前に控えた1974年（昭和49年）6月の環境庁聴聞会では、「様々な方式を研究開発しているが、現時点で耐久性を十分確保したまま51年規制をクリアできる目処は立っておらず、実験室レベルでの成果も生産に反映するには尚数年の時間を要する」旨答申し、この後数年間は昭和50年規制値を維持した上で、再度妥当な規制値を再検討するように要望した。これは事実上の開発失敗宣言のようなものであったが、同年9月の衆議院公害対策並びに環境保全特別委員会での参考人招致では、豊田英二自らが自社及び国内各社の開発状況を答弁した上で、51年規制の正規規制値適用を2年間先延ばしとする事で開発期間の猶予を求めた。
中央公害対策審議会はこうした答申を踏まえて、昭和51年排出ガス規制の再検討を行い、マスキー法1976年正規規制値である「1 km走行当たり0.25 gのNOx許容限度値」の正規適用を昭和53年排出ガス規制へと見送る事とし、新たに暫定規制値として「NOxの排出平均量を等価慣性重量1,000 kg以下の自動車については0.6 g、1,000 kgを超えるものについては0.85 g」としたものを昭和51年排出ガス規制として制定した。これは暫定ながらもかなり厳しい規制値であり、米国でのマスキー法の適用が延期となった事で、この時点でも日本の排ガス規制値は世界で最も厳しいものとなっていた。
こうして日本におけるマスキー法の完全達成は2年後の1978年（昭和53年）まで一時延期となり、その間にトヨタを始めとする国内9社は技術開発に注力、トヨタは改良されたTTC-C方式及び新開発のTTC-L方式での51年規制適合に漕ぎ着けた。

### 昭和53年規制以降
昭和53年排出ガス規制に向けて、トヨタは電子制御式燃料噴射装置（EFI）に三元触媒を組み合わせた新たなTTC-C方式の開発に着手した。三元触媒は空燃比を理想空燃比14.7に保つことで、炭化水素とNOxを同時に減らすことができる方式だが、排気中の酸素濃度をジルコニウムを使用したO2センサーの出力電圧を測定し、所定の電圧を保つように燃料噴射の量を厳密にフィィードバックする必要がある。その、三元触媒方式での耐久性確保の上で課題となっていたO2センサーの素子の改良に、豊田中央研究所及び日本電装と共に取り組み、耐久性の高いO2センサーの実用化に成功する。従来型の酸化触媒を用いたTTC-C方式やTTC-L方式も改良により53年規制に適合。後に三元触媒型のTTC-C方式に収斂されるが、トヨタは1978年に3つの方式を平行してラインナップに揃えた。
2年の開発期間を与えられた事で、トヨタ以外の国産8社もそれぞれ独自の排ガス対策手法を確立した上で昭和53年規制に適合、後にCAFE規制を始めとする新たな燃費基準に対応する為、トヨタと同様の三元触媒方式を自社独自の排ガス対策と併用する方式に切り替わっていったが、当時のトヨタ自動車取締役の松本清は、後にこの時期の開発状況について「電子制御機器から触媒まで全てトヨタで開発できた事が、開発・価格の両面で強みとなった」と述べている。
三元触媒方式への移行は性能回復の面でも強みとなった。TTCを含めたそれまでの希薄燃焼や酸化触媒、サーマルリアクターなどの諸方式はNOx生成を減らすために空燃比を理論空燃比から敢えて外す必要があった。NOXを減らすために空燃比をリッチ側にすると燃費が悪化し、リーン（希薄燃焼）にすると「牙を抜かれた」とも形容される性能の低下を招いた。また燃焼温度を下げてNOx生成を抑えるために排気ガス再循環システムEGRを組み合わせると燃焼が不安定となりドライバビリティーが低下することがあった。
理論空燃比14.7で最大の浄化効率を発揮する三元触媒は性能の低下がほとんど無いため、トヨタは1979年（昭和54年）より三元触媒と合わせて高回転で出力を上げることができるDOHCを導入し、市場にツインカム旋風を巻き起こした。燃焼室の改良や部品の軽量化、タイミングベルト導入などによるメンテナンスフリー化にも取り組み、1980年の1G-EU型や1981年の1S-U型は公募で「ライトウエイト（軽量）・アドバンスト（進歩）・スーパーレスポンス（高応答性）・エンジン」を意味するLASRE（Light-weight Advanced Super Response Engine）の愛称を付け、排ガス規制期に低下したトヨタのスポーツイメージの回復に寄与した。

## 方式

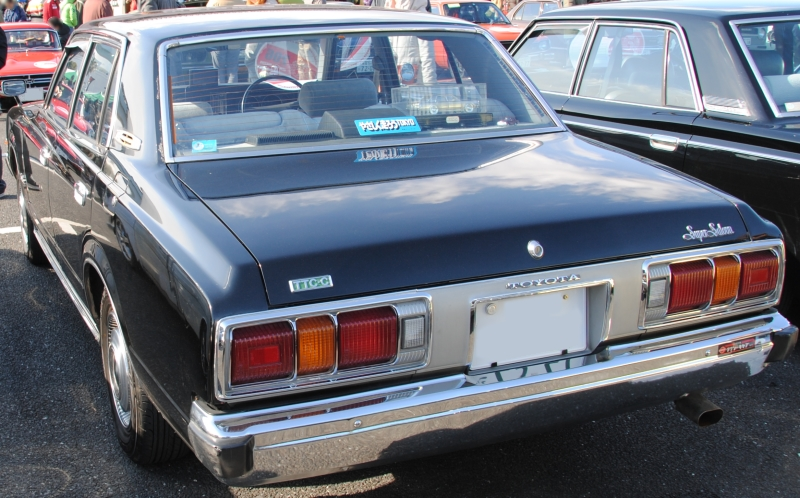
S100型トヨタ・クラウンのトランクリッドに貼付されたTTC-Cエンブレム

実際の商品の排ガス浄化方式は3種に大別される。
TTC-V（Toyota Total Clean system-Vortex）
複合渦流方式。本田技研工業が開発したCVCC方式の技術を導入し、1975年（昭和50年）2月に搭載車が発売された。トヨタ製エンジンとしては初めて昭和50年排出ガス規制に適合した排出ガス浄化方式で、翌年に昭和51年排出ガス規制に適合したが、トヨタは触媒方式を主流とする計画で、本システムが搭載されたトヨタのエンジンはコロナとカリーナに搭載された19R型（直列4気筒、2,000 cc）のみだった。
TTC-C（Toyota Total Clean system-Catalyst）
触媒方式。キャブレター仕様のまま酸化触媒とエアポンプ式二次空気導入装置、チャコールキャニスター、EGRを併用したものが1975年（昭和50年）5月に昭和50年排出ガス規制適合車として初搭載された。1977年（昭和52年）6月にキャブレターと酸化触媒に代わり、CO・HC・NOxを浄化させる三元触媒方式をEFI、EGRと併用して採用した昭和53年排出ガス規制適合車を発売した。従来の酸化触媒方式も4K-U型等が昭和53年排出ガス規制に適合しているが、以後はほとんどの車種でEFIと三元触媒による排出ガス浄化方式が使われるようになる。
TTC-L（Toyota Total Clean system-LeanBurn）
希薄燃焼方式。空燃比が大きくなる希薄燃焼方式では燃焼速度が遅くなりがちだが、トヨタ希薄燃焼方式ではTGP（乱流生成ポッド、Turbulence Generating Pot）と呼ばれる副燃焼室から主燃焼室へ強力な火炎を噴流させて主燃焼室での燃焼速度を速めていた。1976年（昭和51年）1月に昭和51年排出ガス規制適合車として登場したカローラおよびスプリンターに搭載された12T型が初のTTC-L方式であった。1978年（昭和53年）にキャブレター仕様でリードバルブ式二次空気導入装置、EGR、酸化触媒を組み合わせられた12T-U型が昭和53年排出ガス規制適合となった。

### ダイハツへの技術供与
TTCのうち、TTC-CおよびTTC-Lの二種はダイハツ工業へ技術供与され、DECS（Daihatsu Economical Clean-up System）としてダイハツ工業のエンジンにも採用された。
DECS-C
酸化触媒方式。TTC-Cをベースにダイハツ・FE型エンジン向けの改良を施したもので、ダイハツ・コンソルテのFE10型エンジンの50年規制適合に利用された。FE型エンジンは51年規制に適合出来ず、その後供給されたトヨタ製エンジンを搭載したコンソルテやダイハツ・シャルマンはTTC-Cがそのまま用いられて昭和53年規制に適合した。
DECS-L
TTC-Lをベースとした希薄燃焼方式。ダイハツ自製エンジン（AB型）を搭載するフェローMAX 550やマックスクオーレ、ダイハツ・シャレード、ダイハツ・デルタワイドワゴン等に採用され、昭和53年規制に適合した。